# نيكول راينهارد

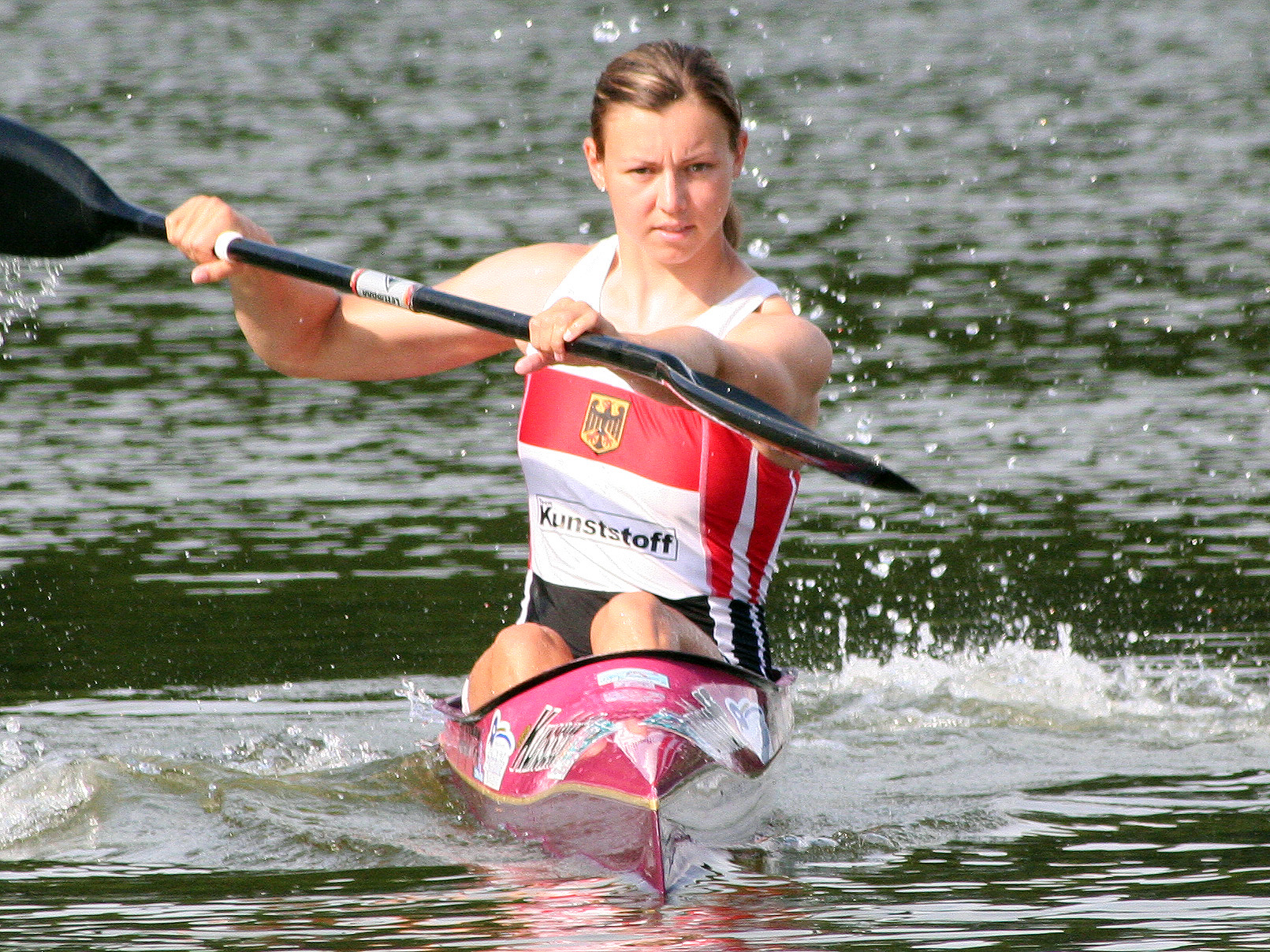
راينهارد في 2010

نيكول راينهارد (بالألمانية: Nicole Reinhardt) هي متسابقة قوارب كانوي ألمانية ولدت في يوم 2 يناير 1986 في بلدة لامبرتهايم في هسن في ألمانيا الغربية وقد فازت بعدة ألقاب منها ذهبية أولمبياد بكين 2008 في 500 متر والميدالية الذهبية في بطولات العالم في 2005 في زغرب في كرواتيا في 500 و 200 متر وفي دويسبورغ في ألمانيا في 2007 في 200 و500 متر وفي دارتموث في المملكة المتحدة في 4 * 200 متر وفي بوزنان في بولندا في 4 * 200 متر وفي سجد في المجر في 2011 في 500 متر و 4*200 متر.

## روابط خارجية
- نيكول راينهارد على موقع الاتحاد الدولي للكانو (الإنجليزية)
- نيكول راينهارد على موقع اللجنة الأولمبية الدولية (الإنجليزية)
- نيكول راينهارد على موقع أوليمبيديا (الإنجليزية)